# Rudolf Kristián Wrbna-Kounic
Rudolf Kristián Vilém z Wrbna-Kounic (německy Rudolph Christian Wilhelm von Wrbna-Kounic, 4. června 1864 Nemés-Kér, Uhry – 24. prosince 1927 Brno) byl rakouský šlechtic ze starobylého moravského rodu Bruntálských z Vrbna, jež svůj původ datovala do 13. století. Dosáhl hodnosti c. k. komořího a tajného rady u vídeňského dvora. Své postavení v řadách vysoké aristokracie upevnil společensky prestižním sňatkem s princeznou královské krve, Elvírou Bavorskou.

## Život

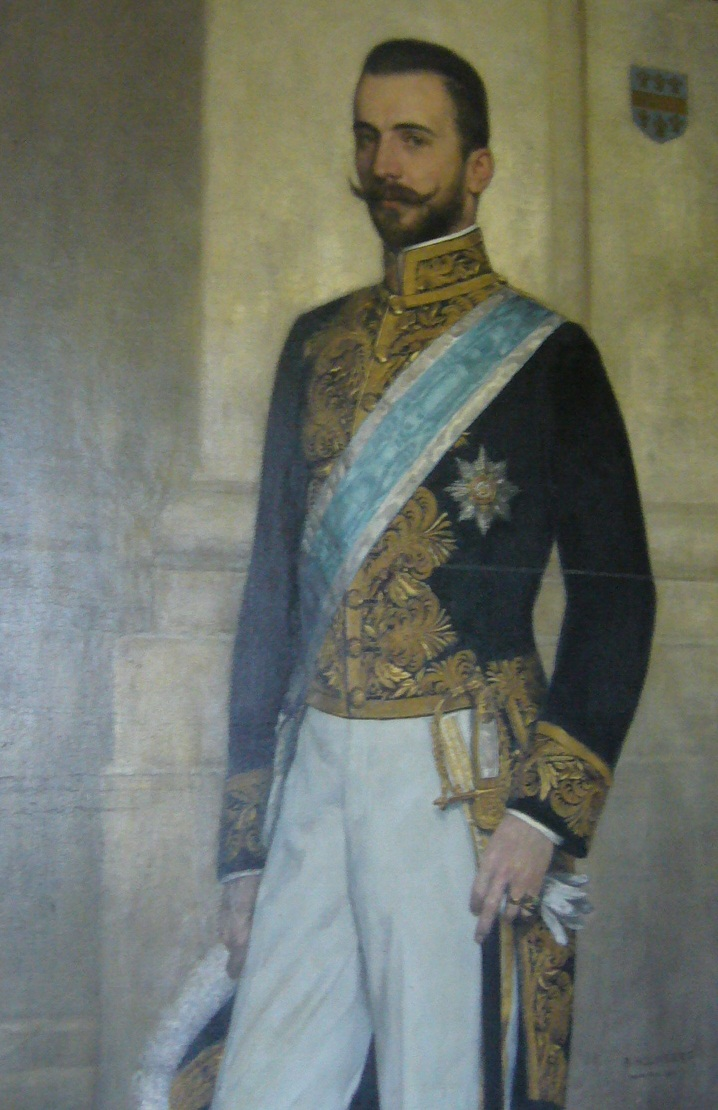
Jeho Excelence říšský hrabě Rudolf Kristián z Wrbna-Kounic-Rietberg-Questenbergu a Freudenthalu, c. k. komoří a tajný rada.

Rudolf Kristián Vilém se narodil 4. června 1864 v uherském Nemés-Kéru. Jeho otec byl Rudolf von Wrbna-Freudenthal (1831–1893), hrabě Bruntálský z Vrbna (německá varianta přídomku zní von Wrbna-Freudenthal nebo von Würben-Freudenthal) představoval 15. generaci svého rodu. Matka Rudolfa Kristiána, hraběnka Vilemína rozená Kiss de Nemeskér, byla původem uherská aristokratka.
Kromě sbírky cenných hudebních nástrojů byly známé především hudební vlohy Rudolfa Kristiána, neboť se těšil pověsti zdatného houslisty a obdivovatele komorní hudby. Dostalo se mu profesionální průpravy od houslových virtuózů Antonína Bennewitze a Willyho Burmeistera. Řada dalších houslistů, jako například Jaroslav Kocian, na holešovském zámku nejednou hostovala. Společensky se propracoval k čestné dvorské hodnosti císařského komořího a tajného rady u c. k. dvora ve Vídni.
Do manželského svazku vstoupil poprvé ve Vídni dne 19. dubna 1887. Tehdy zvolil komtesu Terezii Chorynskou z Ledské (1870–1888), z původně moravského šlechtického rodu s kořeny ze 14. století. První manželka Rudolfa Kristiána však zemřela na zámku v Holešově za pouhých osm dnů od porodu jediné dcery Marie.
Po třech letech vdovství se hrabě znovu oženil. Na zámku v Nymphenburgu v Bavorsku pojal dne 28. prosince 1891 za manželku vnučku krále Ludvíka I. Bavorského a vzdálenou sestřenici císaře Františka Josefa I. a jeho choti Alžběty – rakousko-uherského panovnického páru. Sňatku předcházelo právní jednání a pro Rudolfa Kristiána výrazně nevýhodná předmanželská smlouva. Nerovnorodý sňatek královské princezny s „pouhým“ říšským hrabětem sice deklasoval postavení princezny Elvíry před královskými dvory Evropy, ale Rudolfu Kristiánovi dopomohl v Bavorsku ke knížecímu důstojenství a k celkovému upevnění postavení jeho rodu uvnitř středoevropské aristokratické elity tehdejší doby.
Nejen příbuzenské vazby, ale také úspěšná dvorská kariéra hraběte Rudolfa Kristiána z Wrbna-Kounic vydobyla jeho rodu označení „hoffähig“, které zajišťovalo takřka neomezený přístup k c. k. dvoru ve Vídni. Rudolf Kristián a především jeho choť Elvíra se s nadšením účastnili všech dvorských slavností, které se s velkou pompou pořádaly v režii Habsburků až do konce monarchie v roce 1918. Byli automaticky zváni jak na „státní“ dvorní plesy, tak i na exkluzivnější plesy u dvora, kam měl přístup pouze početně omezený výkvět aristokracie podunajského soustátí. Například roku 1904 se Rudolf Kristián osobně účastnil slavnostního banketu na počest státní návštěvy britského následnického páru (pozdějšího krále Jiřího V. a jeho manželky Marie) v císařské rezidenci Hofburgu.
Každoroční cyklus Rudolfa Kristiána před rokem 1918 se po převratu příliš nelišil. Tradiční přejíždění šlechty mezi venkovskou rezidencí a městským bytem se řídilo loveckou sezónou na podzim a plesovou sezónou v únorové Vídni, spíše než momentální finanční situací. Ta byla v případě Rudolfa Kristiána zhoršena zákonem o pozemkovém záboru natolik, že když hrabě v roce 1927 zemřel, zanechal po sobě dluh přesahující nominální hodnotu celého jaroměřického panství.
Zemřel 24. prosince 1927 v brněnské zemské nemocnici ve věku 63 let, pohřben byl v rodinné hrobce v jednom z kostelů v Holešově.

## Spor o dědictví
Jakmile v první polovině 19. století vymřela moravská sekundogenitura knížat Kounic-Rietberg-Questenbergů, osoboval si otec Rudolfa Kristiána veškerá dědická práva na úkor knížat Pálffyů a české primogenitury knížat Kouniců. Po otcově smrti pokračoval ve vleklém soudním sporu i Rudolf Kristián, jenž se v občansko-právním sporu nepřímo opíral o své spříznění s královskou rodinou Bavorska a potažmo i s rakousko-uherským arcidomem. Pravomocný rozsudek soudu vynesený roku 1898 sice uznal dědické nároky Wrbnů, ale na oplátku požadoval splnění desiderata závěti knížat Kounic-Rietberg-Questenbergů. Noví držitelé jaroměřického panství si na přání zůstavitele museli pro úřední účely rozšířit jméno „z Wrbna-Freudenthalu“ na verzi „z Wrbna-Kounic-Rietberg-Questenbergu a Freudenthalu“ jako doklad respektu rodové kontinuity v majetkové držbě. Rodina však tuto zdlouhavou verzi z praktických důvodů zkracovala na oslovení „z Wrbna-Kounic“.
Nejen chov anglických plnokrevníků v Holešově a rekonstrukce zdejšího zámku po požáru v roce 1910, ale především spor o kounicovské dědictví povážlivě zmenšily finanční rezervy Wrbna-Kouniců. Při důkazním řízení o vlastním původu se ztratily některé vzácné dokumenty z rodového archivu a hraběcí rodina Wrbna-Kouniců dokonce čelila podezření z jejich falšování. Dědické rozepře později narostly do takových rozměrů, že se tehdejšímu tisku vyplatilo celou kauzu rozebírat až do dvacátých let 20. století.

## Potomci
Z prvního manželství s Terezií Chorynskou z Ledské se narodilo několik potomků:
- 1. Marie Terezie Anna z Wrbna-Kounic-Rietberg-Questenbergu a Freudenthalu (nar. Holešov 18. 1. 1888, zemřela po r. 1947); 1m: Vídeň 24. 4. 1909 (rozv. 1916) hrabě Josef František Radecký z Radče (nar. ve Štýrském Hradci 18. 8. 1884, zemřel ve Vídni 30. 5. 1966); 2m: Bratislava 16. 1. 1924 hrabě Karel Antonín Esterházy z Galanty (nar. 2. 12. 1888 zemřel 3. 7. 1931); 3m: Vídeň 26. 1. 1947 Felix Fritschek (nar. Plzeň 23. 6. 1900)[zdroj?]

Z druhého manželství s JKV princeznou Elvírou Bavorskou zplodil 3 děti:
- 2. Rudolf Ludvík Ferdinand Alfons Maria Vilemína Vojtěch Irenius z Wrbna-Kounic-Rietberg-Questenbergu a Freudenthalu, nar. v Mnichově 26. 12. 1892, zemřel ve Zlíně 3. 6. 1936; m. Holešov 19. 7. 1930 Bertha Wiedemannová (nar. ve Strakonicích 11. 4. 1892, zemřela v Kroměříži, Morava 13. 2. 1962)[zdroj?]
- 3. Isabela Marie de la Paz Elvíra Klára Irena z Wrbna-Kounic-Rietberg-Questenbergu a Freudenthalu, nar. na zámku v Nymphenburgu 12. 5. 1894, zemřela v Salcburku 19.9.1964; 1m: Vídeň 27.12.1915 (rozv. 1923) hrabě Karel Antonín Esterházy z Galanty (nar. 2. 12. 1888 zemřel 3. 7. 1931); 2m: Szent-Ábrahám (Avramesti) 28. 8. 1932 hrabě Géza Esterházy z Galanty (nar. 26. 10. 1891, zemř. 18. 12. 1959)[zdroj?]
- 4. Alfons Rudolf Ludvík Ferdinand Vojtěch Jiří Vilém Karel Irenaeus Maria z Wrbna-Kounic-Rietberg-Questenbergu a Freudenthalu, nar. ve Vídni 11. 1. 1896, uhořel v Mnichově 1976; m. na zámku Nymphenburg 30. 9. 1944 Josefína Kellnbergerová (nar. v Mnichově 19. 3. 1896, uhořela v Mnichově 1976)[zdroj?]